# 齐克·琼斯
拉里·“齐克”·琼斯（英語：Larry "Zeke" Jones，1966年12月2日—），美国男子摔跤运动员，主攻自由式。他曾代表美国参加1992年夏季奥林匹克运动会摔跤比赛，获得男子自由式52公斤级银牌。